# بنگاه آبلوله بیرجند

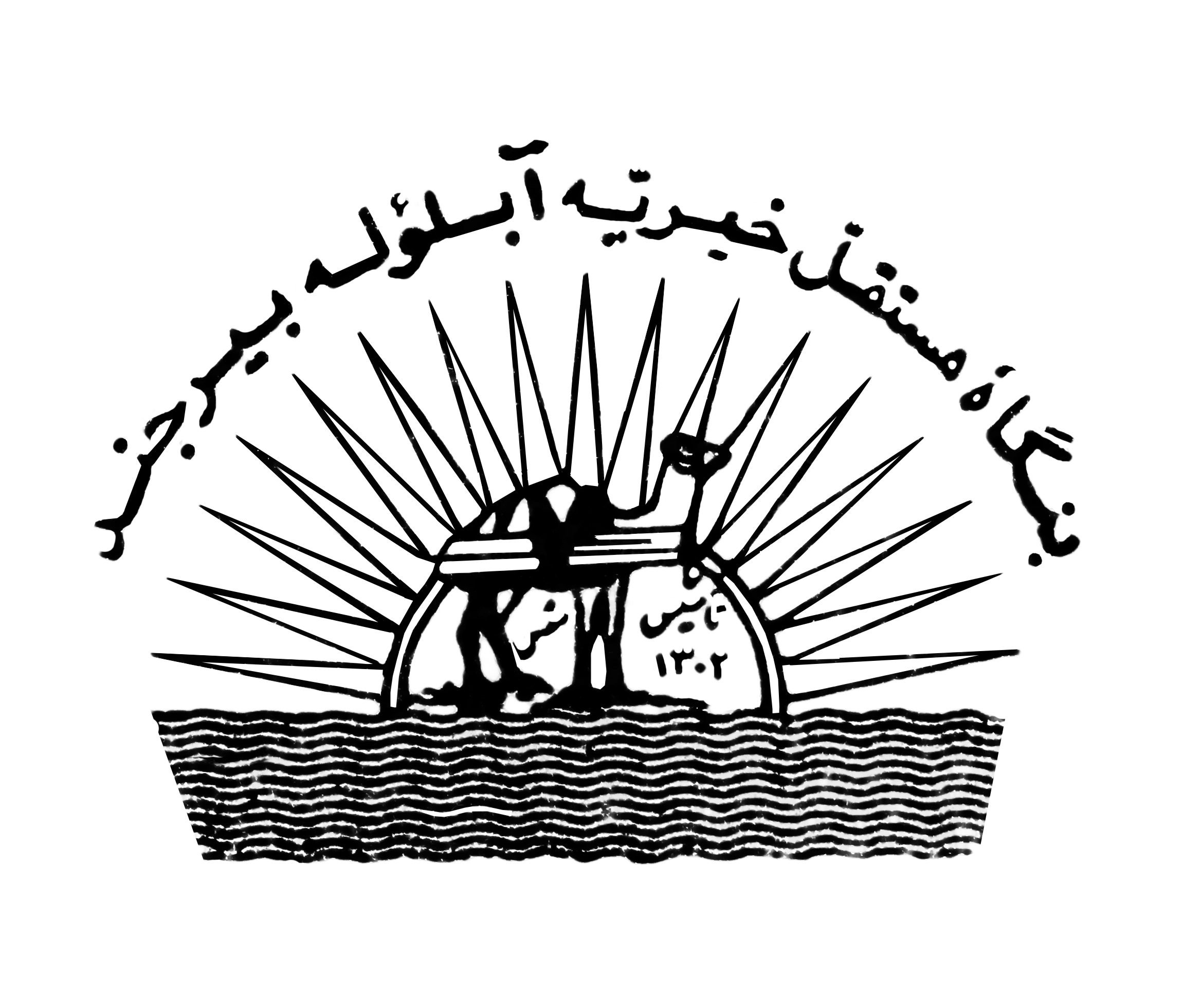
آرم بنگاه مستقل خیریه آبلوله بیرجند ۱۳۰۲

بنگاه مستقل خیریه آبلوله بیرجند، نخستین سازمان آبرسانی در ایران است که در سال ۱۳۰۲ خورشیدی به منظور تأمین آب قابل شرب مردم شهر بیرجند، توسط ۳۰ تن از خیرین این شهر و با کمک محمد ابراهیم خان علم (شوکت الملک دوم) تأسیس گردید. فعالیت این سازمان خیریه باعث گردید تا شهر بیرجند به عنوان نخستین شهر در ایران از لوله کشی آب شهری برخوردار گردد.
در دوران قاجار به سبب شور بودن آب قنات های بیرجند، مردم از آب‌انبارها استفاده می‌کردند که اغلب تنها در بهار و زمستان آب داشتند. محمدابراهیم خان علم که حاکم وقت قائنات و بیرجند بود، برای حل این مشکل، پس از مشورت و کمک از خیرین و بزرگان شهر بیرجند، نسبت به خرید لوله‌های چدنی از هندوستان اقدام کرده و باقی‌مانده لوله‌هایی را که توسط ارتش انگلستان و به‌واسطه پایان جنگ جهانی اول در سفیدآبه جا گذاشته شده بود و نیز آب شیرین قنات دشت علی آباد در شرق بیرجند را خریداری می‌کند. این بنگاه به مدت ۷۰ سال و تا سال ۱۳۷۲ خورشیدی، وظیفه تأمین آب شرب مردم بیرجند را همچنان برعهده داشت ولیکن پیرو مصوبه مجلس شورای اسلامی و علی‌رغم مخالفت گردانندگان آن، فعالیتهای آن به شرکت آب و فاضلاب واگذار شد.
اساسنامه بنگاه در سازمان اسناد و کتابخانه ملی ایران ۲۹۳/۱۳۴۰۰۷ قابل دسترسی است. کتاب «بنگاه خیریه آبلوله بیرجند به روایت اسناد» توسط دکتر زهرا علیزاده‌ بیرجندی (عضو هیات علمی دانشگاه بیرجند)‌ و الهام ملک‌زاده در سال ۱۳۹۲ توسط انتشارات فکر بکر منتشر شده است. 
آرم بنگاه مستقل خیریه آبلوله بیرجند شامل شتری با بار لوله است که نشان دهنده حمل لوله با شتر از هندوستان برای اجرای شبکه آبرسانی می باشد. 